# Desisa takasagoana
Desisa takasagoana är en skalbaggsart som beskrevs av Masaki Matsushita 1933. Desisa takasagoana ingår i släktet Desisa och familjen långhorningar.
Artens utbredningsområde är Taiwan. Inga underarter finns listade i Catalogue of Life.